# New Caledonia Trough

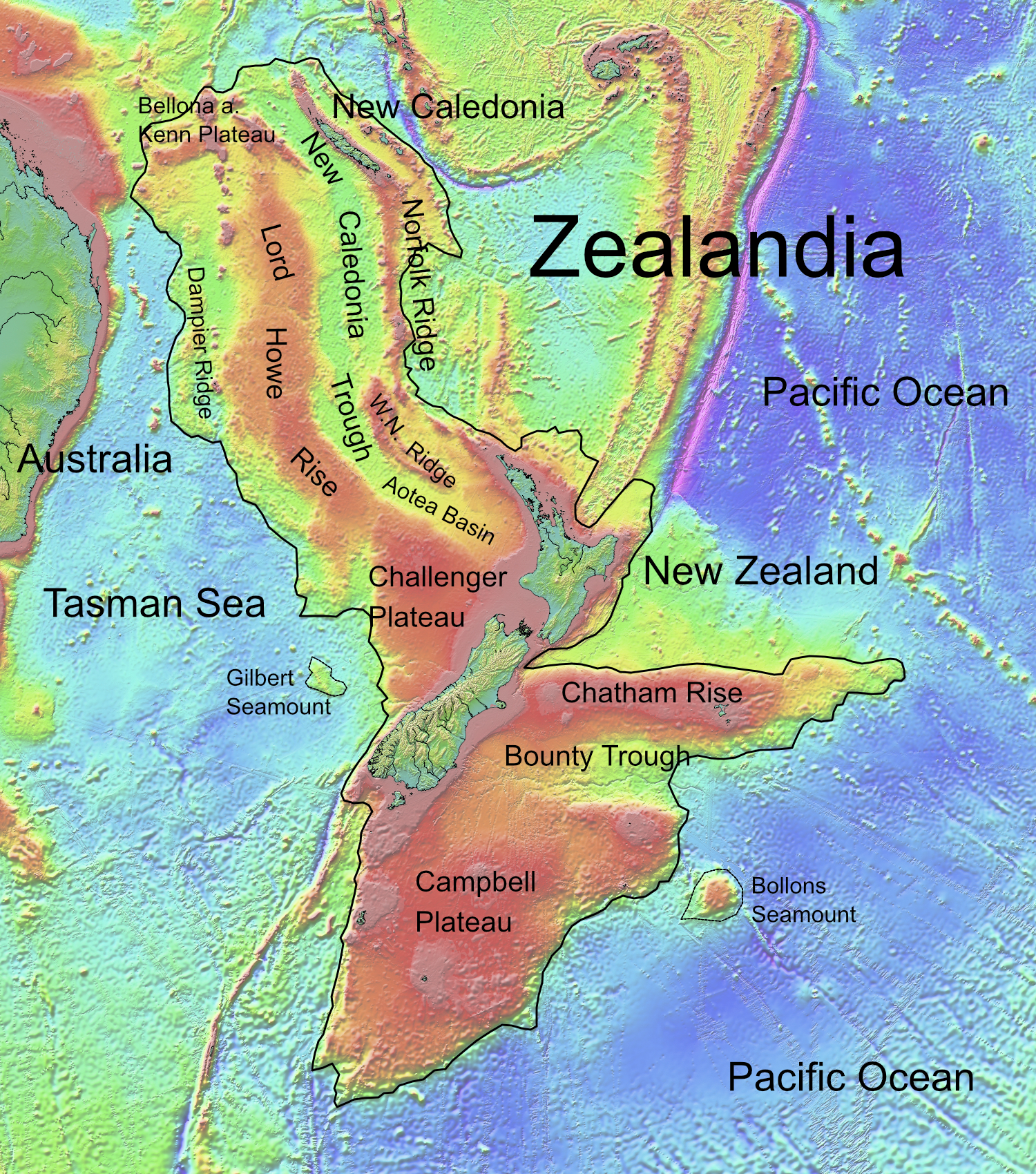
Topografische Karte von Zealandia mit dem New Caledonia Trough im Nordwesten

Der New Caledonia Trough (deutsch: Neukaledonien Trog) ist eine südwestlich von Neukaledonien und nordwestlich von Neuseeland unter dem Meeresspiegel liegende Senke (englisch trough). Sie gehört zu dem 4,9 Millionen Quadratkilometer großen und zu 94 % unter dem Meeresspiegel liegenden Gebiet, das von Wissenschaftlern als Zealandia bezeichnet und um dessen Anerkennung als Kontinent geworben wird.

## Namensherkunft
Der New Caledonia Trough wurde nach der Inselgruppe Neukaledonien (englisch New Caledonia) benannt, die nordöstlich angrenzend an der Senke liegt. Ursprünglich New Caledonia Basin genannt, wurde der Name im Juni 1997 vom (GEBCO) Sub-Committee on Undersea Feature Names (SCUFN), einem Komitee, das von der Intergovernmental Oceanographic Commission (of UNESCO) zusammen mit der International Hydrographic Organization gebildet wurde, in New Caledonia Trough geändert. In einigen wissenschaftlichen Publikationen wird der alte Name verwendet und das Basin in einer größeren Längenausdehnung dargestellt.

## Geographie
Der New Caledonia Trough ist eine rund 2300 km lange, zwischen 200 und 300 km breite und zwischen 1,5 und 3,5 km tiefe Senke zwischen der Lord Howe Rise im Westen und Neukaledonien sowie der Norfolk Ridge und der West Norfolk Ridge im Osten (Geokoordinaten 18° 50' S, 161° 20' O, Geokoordinaten 35° 50' S, 168° 15' O). Im Südosten schließt sich das Aotea Basin an, das in anderen Publikationen auch Deepwater Taranaki oder im GEBCO - Undersea Feature Names Gazetteer sogar Norfolk Trough genannt wird. Hier ist Benennung der Fortsetzung des New Caledonia Trough derzeit nicht einheitlich und scheint bisher nicht von offizieller Seite aus definiert worden zu sein.

## Geologie
Man geht derzeit davon aus, dass die Senke beginnend von der späten Kreidezeit bis in den Eozän hin entstanden ist und sich die Kontinentalkruste bis auf zwischen fünf und zehn Kilometer Dicke ausgedünnt hat. Danach begann sich die Senke mit Sedimenten zu füllen, was zu einer Gesamtstärke der heutigen Lithosphäre von 20 bis 40 km in dem Bereich geführt hat. Die Kruste hat eine ähnliche Zusammensetzung wie die des Ostens von Australien und der des Westens von Neuseeland.